# 섀넌 무어

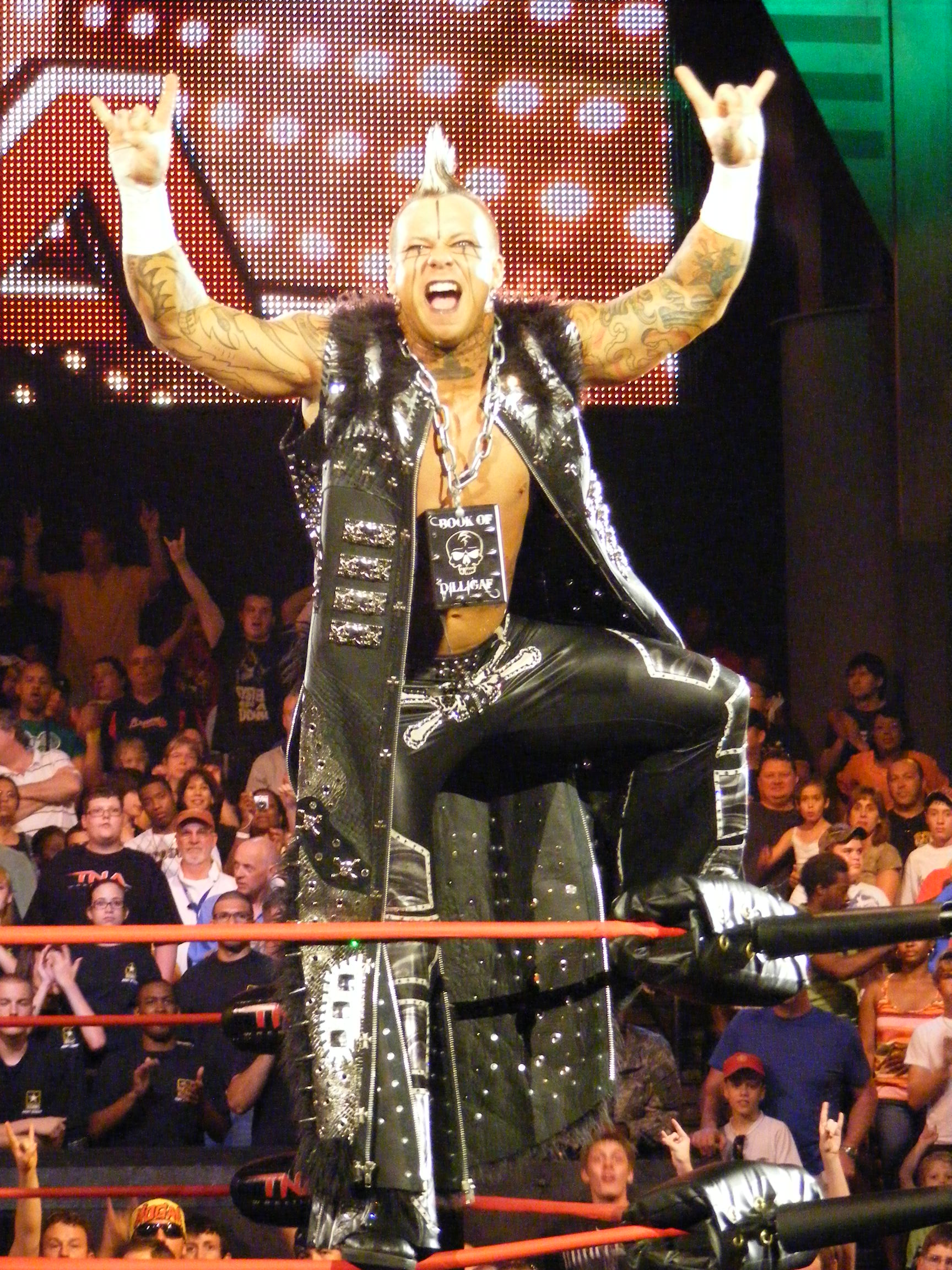
2010년 셰넌무어의 모습

셰넌 무어(Shannon Moore , 1979년 7월 27일 ~ )는 미국의 프로레슬링선수다. 노스캐롤라이나 주에서 태어났다. TNA에서 전 제시 닐과 함께 잉크 inc.의 멤버로 활약을 한적은 있다. 키는 176cm 몸무게는 92kg이다.

## 수상
- Free-Style Championship Wrestling 월드 헤비웨이트 챔피언 1회
- HWA 크루져웨이트 챔피언 2회
- HWA 태그팀 챔피언 1회 - 이반 카라지어스
- NCW 라이트 헤비웨이트 챔피언 1회
- NWA 와일드사이드 태그팀 챔피언 1회- 셰인 헴즈
- OMEGA 라이트 헤비웨이트 챔피언 2회
- OMEGA 뉴 프론티어즈 챔피언 1회
- SCW 라이트 헤비웨이트 챔피언 1회
- WCW 하드코어 챔피언 1회
- WSW 월드 헤비웨이트 챔피언 1회